# Fietsbrug Zwanenburg
De Fietsbrug Zwanenburg is een basculebrug in Zwanenburg in de Nederlandse gemeente Haarlemmermeer.
De brug overspant de Ringvaart van de Haarlemmermeerpolder en verbindt de Lijnderdijk in Zwanenburg met de Raasdorperweg in Tuinen van West, Osdorp, Amsterdam.
De brug werd gebouwd in opdracht van de Dienst Landelijk Gebied, die hiermee een verbinding wilde realiseren tussen Zwanenburg en Amsterdam Nieuw-West. De brug werd al genoemd in de plannen voor Park Zwanenburg in 2008, de kosten werden toen begroot op 1,1 miljoen euro, met bijdragen van het rijk (50%), de provincie Noord-Holland (30%) en Stadsdeel Osdorp/Haarlemmermeer (beide 10%). Ze werd uiteindelijk tussen mei 2011 en mei 2012 gebouwd met steun van het Europese Fonds voor Regionale Ontwikkeling van de Europese Commissie. Zij is grotendeels van gewapend beton (paalfundering, landhoofden, machinekelder, etc.). Het val is van staal.  In eerste instantie werd nog gedacht aan een ophaalbrug, maar de eis voor de doorvaartbreedte alhier was minimaal 11 meter; hetgeen een ophaalbrug hier niet mogelijk maakte, men koos voor de basculebrug. De beheerder van de brug is het Recreatieschap Spaarnwoude, dat Park Zwanenburg ook in beheer heeft. Voor de aanleg moest de gemeente Amsterdam een strookje oever van de Ringvaart overdragen.
De fietsbrug vormt een onderdeel van een fietsroute tussen Amsterdam en de kust. Tevens hoopte men dat de brug een veilige route zou worden voor kinderen uit Osdorp die in Zwanenburg naar school gaan. Aan weerszijden van de brug staat remmingswerk. Driehonderd meter zuidelijk van de fietsbrug ligt over de ringvaart een zeer lang viaduct/brug ten behoeve van de Rijksweg 5. 

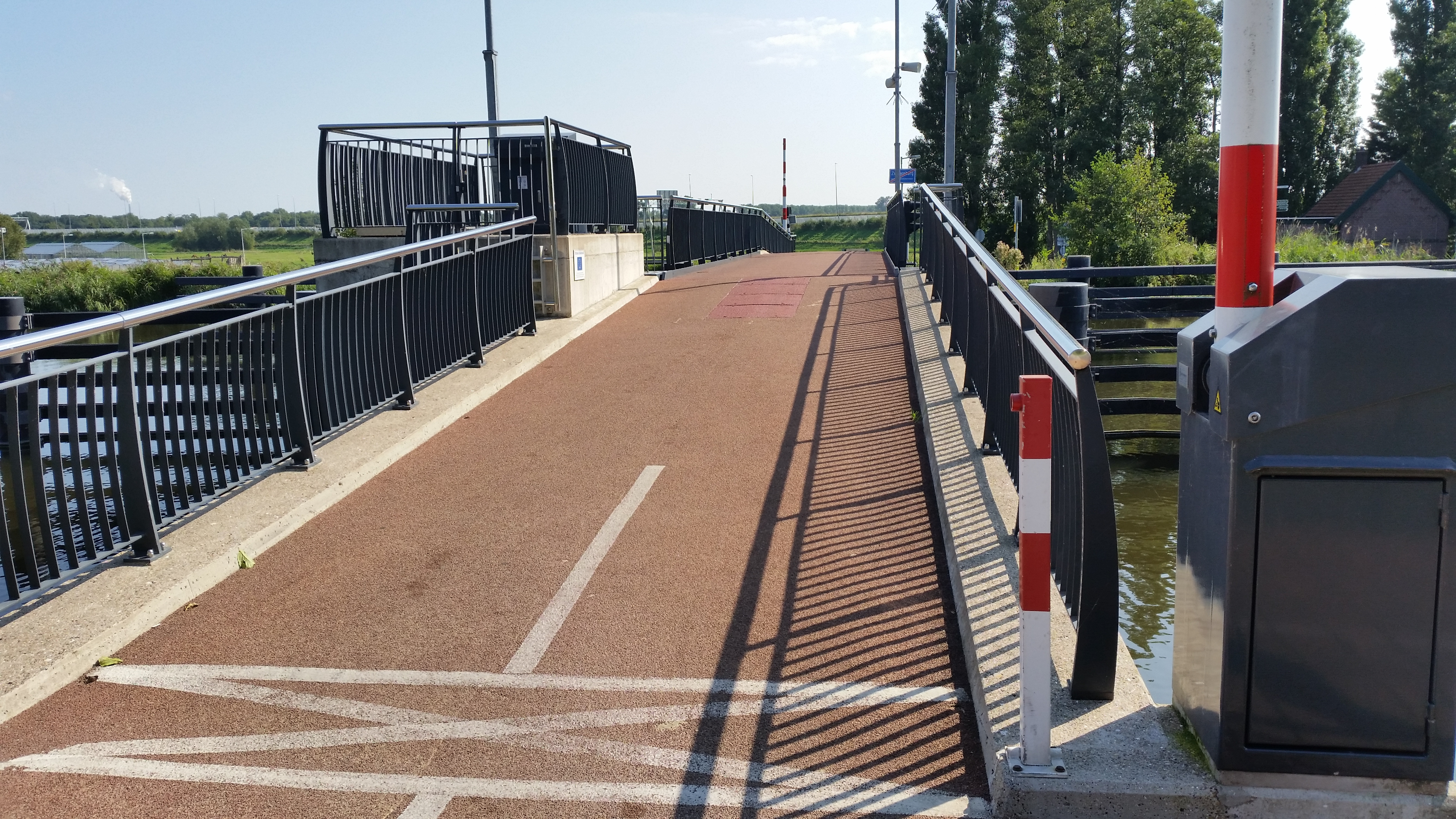
Fietsbrug Zwanenburg (september 2018)